# Ceratozetes colchica
Ceratozetes colchica är en kvalsterart som beskrevs av Murvanidze och H. Weigmann 2003. Ceratozetes colchica ingår i släktet Ceratozetes och familjen Ceratozetidae. Inga underarter finns listade i Catalogue of Life.